# Emilio Perez
Emilio Perez (* 1972 in New York City, New York) ist ein US-amerikanischer Maler.
Von 1990 bis 1992 studierte er am Pratt Institute in Brooklyn, New York, von 1992 bis 1995 B.F.A. an der University of Florida, New World School of the Arts, Miami, Florida.
Emilio Perez lebt und arbeitet in Brooklyn, New York.

## Ausstellungen
Einzelausstellungen
- 1998: Ambrosino Gallery, Miami, Florida
- 2001: Confection, Ambrosino Gallery, Miami, Florida
- 2003: Luxe Gallery, New York, New York
- 2004: Rocket Projects, Miami, Florida
- 2005: Barbara Davis Gallery, Houston Texas
- 2005: Luxe Gallery, New York, New York
- 2005: Too Tall To Get Over And Too Wide To Get Around, Luve Gallery, New York, New York

Gruppenausstellungen
- 1996: she is stupid i am worried, Frederic Snitzer Gallery, Coral Gables, Florida
- 1997: Drawing the Line, Ambrosino Gallery, Miami, Florida
- 1997: Invasion of Privacy, Ground Level Gallery, Miami Beach Florida
- 1998: Group Exhibition, Refusalon Gallery, San Francisco, California
- 1998: 34th Annual Art on Paper Exhibition, Weatherspoon Art Gallery, University of North Carolina, Greensboro, North Carolina
- 1998: 2x2, ArtCenter South Florida, Miami Beach, Florida
- 1999: Art Gang, Warehouse Gallery, Miami, Florida
- 2000: The S-Files, El Museo del Barrio, New York, New York
- 2000: Mount Miami, The Artists’ Studios, Tel Aviv, Israel
- 2001: Globe>Miami
- 2001: Specialities, FLAT, New York, New York
- 2002: Peculiarly Pink, Luxe Gallery, New York, New York
- 2002: Globe>Miami
- 2003: Painting & Beyond, Galleri SE, Bergen, Norway
- 2003: Beautiful Pressure, Rocket Projects, Miami, Florida
- 2003: STREAM, Rare, New York, New York
- 2003: Inside the Paper, Centro Cultural Español, Miami, Florida
- 2003: Drawing Conclusions, Miami, Florida
- 2004: Taste Test, Rocket Projects, Miami, Florida
- 2004: Young Americans, Galleri SE, Bergen, Norway
- 2004: Landing Off, Barbara Davis Gallery, Houston, Texas
- 2004: Simply Drawn, Luxe Gallery, New York, New York
- 2004: Mixed Minds, Barbara Davis Gallery, Houston, Texas
- 2004: Drawing Conclusions II, Rocket Projects, Miami, Florida
- 2004: Stop & Store, Luxe Gallery, New York, New York
- 2005: Neo-Baroque, curated by Micaela Giovannotti and Joyce Korotkin, Byblos Art Gallery, Verona, Italy
- 2005: Scene Stealers, Ingalls & Associates, Miami, Florida
- 2005: Opening Bloom, Barbara Davis Gallery, Houston, Texas
- 2005: Caution On Fire, AR Contemporary, Milan, Italy
- 2006: More is More – Maximalist Tendencies in Recent American Painting, Museum of Fine Arts, Florida State University, Tallahassee, Florida
- 2006: About Light, Galerie Lelong, New York
- 2006: New York Style, Angell Gallery, Toronto, Canada

| Personendaten    | Personendaten                         |
| ---------------- | ------------------------------------- |
| NAME             | Perez, Emilio                         |
| KURZBESCHREIBUNG | US-amerikanischer Maler               |
| GEBURTSDATUM     | 1972                                  |
| GEBURTSORT       | New York City, New York (Bundesstaat) |